# Бифонтен
Бифонтен (фр. Biffontaine) насеље је и општина у североисточној Француској у региону Лорена, у департману Вогези која припада префектури Сен Дије де Вогез.
По подацима из 2011. године у општини је живело 439 становника, а густина насељености је износила 49,44 становника/km². Општина се простире на површини од 8,88 km². Налази се на средњој надморској висини од 465 метара (максималној 660 m, а минималној 456 m).

## Демографија
| 1962. | 1968. | 1975. | 1982. | 1990. | 1999. | 2011. |
| ----- | ----- | ----- | ----- | ----- | ----- | ----- |
| 395   | 376   | 353   | 308   | 393   | 399   | 439   |

График промене броја становника у току последњих година